# Neocytherideis foveolata
Neocytherideis foveolata is een mosselkreeftjessoort uit de familie van de Neocytherideididae. De wetenschappelijke naam van de soort is voor het eerst geldig gepubliceerd in 1870 door Brady.